# Menjaly
Menjaly (Менялы) è un film del 1992 diretto da Georgij Šengelija.

## Trama
Il film è ambientato nel 1961, quando l'Unione Sovietica lanciò Gagarin nello spazio, gli stranieri scambiarono 1 dollaro americano per 65 copechi sovietici e due persone, su istruzioni di un milionario sotterraneo, scambiarono denaro con monete d'oro.